# Гленн Ри
Гленн (англ. Glenn) (полное имя в телесериале: Гленн Ри; англ. Glenn Rhee), вымышленный персонаж из серии комиксов «Ходячие мертвецы», где он известен просто как Гленн. В телесериале его роль исполнил Стивен Ён, а в одноимённой видеоигре был озвучен Ником Херманом.
В обоих медиа Гленн — молодой доставщик пиццы из Атланты (хотя в телесериале указано, что он родом из родного штата Стивена Ёна, Мичигана), который после начала зомби-апокалипсиса оказывается разлучен с семьёй и присоединяется к группе выживших под руководством Рика Граймса. Гленн известен своим быстрым мышлением и находчивостью, что делает его основным поставщиком ресурсов для группы. По мере того как группа перемещается в поисках убежища, Гленн встречает Мэгги Грин, и они влюбляются друг в друга. Их отношения подвергаются многочисленным испытаниям на протяжении всего сериала, особенно когда им приходится сталкиваться с угрозами, включая враждебных выживших. В конце концов, они женятся и у них рождается ребёнок, хотя Гленн погибает от рук Нигана до рождения ребёнка.
Персонаж Гленна получил признание и стал одним из любимых среди фанатов. Игра Стивена Ёна была высоко оценена, и многие поклонники считают, что смерть Гленна стала поворотным моментом, улучшившим качество сериала.

## Появления

### Серия комиксов
Находчивый и умный, Гленн выбирается из Атланты и встречается с группой выживших на окраине города. Из-за его умения собирать припасы, ему часто поручают проникнуть в город и найти припасы. Во время одной из таких пробежек он находит Рика Граймса и возвращает его в группу, воссоединяя его со своей семьей. Его использование тактики, подобной Макгайверу, чтобы перехитрить и убить ходячих, позволило ему успешно вернуть оружие Джиму, другому члену группы. Гленн зарождает симпатию к Мэгги, но его застенчивость изначально мешает ему действовать в соответствии со своими чувствами. Мэгги в конце концов понимает это и говорит Гленну о своих чувствах, и у них завязываются отношения. После того, как отец Мэгги, Хершел, застает его в постели с Мэгги, Гленн и Хершел коротко ссорятся. Несмотря на неудачный старт, Хершел понимает, что не может помешать своей дочери хотеть быть с Гленном. В то время как Хершел выгоняет большинство выживших, он принимает решение Гленна остаться с Мэгги.
Гленн тестирует новую идею о том, как убрать ходячих с забора: прикрепляя ножи к фанере, чтобы их было легче извлекать после нанесения удара. Когда группа пытается обосноваться в тюрьме на постоянное место жительства, он переезжает в ту же камеру, что и Мэгги. Позже Хершел дает Мэгги разрешение на отношения с Гленном и помогает ему устроиться в тюрьме, превратившейся в убежище, вместе с Мэгги и помогает группе найти топливо и припасы. Позже Губернатор сажает Гленна в тюрьму, и эта встреча оставляет у него физические и психические шрамы; Гленна избивают и заставляют слушать, как Губернатор жестоко насилует Мишонн в соседней камере. После своего побега и возвращения в тюрьму, Гленн влюбляется в Мэгги и делает ей предложение с помощью кольца, украденного с пальца зомби; вскоре после этого Хершел женит пару. Вскоре после их свадьбы Гленн и Мэгги добровольно присоединяются к группе, которая отправилась в Армейский центр, чтобы помешать врагам из Вудбери использовать его топливо для своих автомобилей. На группу нападают Брюс и его друзья. Гленн, отвлекшись, позволяет Андреа подстрелить Брюса, а Мишонн убить остальных нападавших. Он яростно защищает тюрьму со снайперской вышки у главных ворот. Поскольку группа разделилась по поводу того, что делать дальше, Гленн решает уехать с Дейлом и Андреа в доме на колесах в последнюю минуту, спасая жизни Софии и Мэгги. (На данный момент София рассматривала его как приёмного отца). Он, Мэгги и София остаются на ферме Хершела с Дейлом и Андреа.
Когда группа встречает выживших на ферме, Гленн сразу же начинает не доверять Абрахаму Форду, Розите Эспинозе и Юджину Портеру. Однако он соглашается сопровождать их в Вашингтон для выполнения миссии Юджина, а не оставаться на ферме дольше. В дороге Мэгги пытается повеситься, а Гленн подрался с Абрахамом, который намеревался застрелить ее. Гленн останавливает Мэгги и делает СЛР, спасая ей жизнь. Внимание Гленна переключается с вылазок на заботу о своей новой семье и поддержку Мэгги после смерти всей ее семьи. Вместе с остальной группой он отправляется в Безопасную зону Александрию. Гленн с подозрением относится к сообществу Безопасной зоны, но адаптируется быстрее Рика. Навыки и ловкость Гленна делают его подходящим кандидатом на то, чтобы снова стать сборщиком припасов и заменить раненого Скотта. Пока выжившие остаются в церкви отца Габриэля Стокса, Гленн снова оказывается в центре конфликта, когда один из Охотников, Альберт, стреляет ему в ногу, пока он несет изуродованного Дейла в безопасное место. Габриэль и Юджин залатывают ногу Гленна, используя несколько чайных листьев и горячий свечной воск. Как и остальные члены группы, Гленн зажат в церкви и остается там, пока Абрахам и другие лидеры заботятся о них. Он не пострадал во время и после, и его рана на ноге заживает несколько дней спустя.
Рик просит Гленна, из-за его лояльности, выкрасть обратно их оружие, которое забрал Дуглас Монро, когда они впервые пришли в Безопасную зону. Гленн отвлекает выживших членов Сообщества, пока ищет оружие. Рик и Гленн находят оружейный склад, и Гленн пробирается внутрь. Рик распределяет оружие между членами их группы.
После того, как проблемы с Дугласом решены, Гленн и Мэгги некоторое время живут в Александрии и решают, что Александрия была бы лучшим местом для воспитания ребенка, чем они давно хотели заняться. После нескольких попыток Мэгги беременеет.
Однако их празднование недолгое; группа под названием «Спасатели» много раз пыталась ворваться в сообщество. Во время одного из таких вторжений Гленн помогает Юджину сбежать. Гленн и другие выходят и нападают на пешеходов, идущих к Александрийским воротам. После того, как Абрахама убивает Дуайт, один из Спасителей, Гленн убеждает Мэгги покинуть общину вместе с ним и Софией и отправиться в колонию на Вершине Холма, которая, по его мнению, является гораздо более безопасным местом. Когда они разбивают лагерь на дороге, отдыхая на ночь после того, как проехали половину пути к вершине Холма, Рик прощается с Гленном и заявляет, что рад за него . Вскоре после этого Спасители устраивают на них засаду. Лидер Спасителей, Ниган, выбирает смерть Гленна в качестве «наказания» за убитых группой Рика Спасителей; затем он забивает Гленна до смерти бейсбольной битой. Гленн умирает, беспомощно выкрикивая имя Мэгги.  Рик и все остальные остаются с искалеченным трупом Гленна, когда Спасители уезжают, а Рик клянется отомстить за смерть Гленна.
Его смерть изначально оставляет группу разбитой, Мэгги быстро погружается в эмоциональный хаос, а Рик на грани того, чтобы поддаться власти Нигана. Позже группа отвозит тело Гленна на вершину холма, где оно будет похоронено в течение нескольких дней. Чтобы выполнить последнюю волю Гленна, Мэгги решает остаться на вершине холма с Софией и начать новую жизнь в ожидании их ребенка.

### Телесериал
Родители Гленна были родом из Кореи. Гленн вырос в Мичигане, где у него было несколько сестёр, и позже переехал в Атланту. Он работал доставщиком пиццы, что позволило ему хорошо изучить планировку города. Во время вспышки инфекции Гленн встретил другого выжившего по имени Ти-Дог (Теодор Дуглас), и они вместе покинули Атланту, укрывшись в лагере за пределами города под руководством Шейна Уолша.

#### 1 сезон
В премьерном эпизоде сериала «Дни, изменившие мир» голос Гленна впервые слышен через рацию, когда он общается с Риком, прячущимся в танке в городе Атланта. В эпизоде «Кишки» Гленн использует рацию, чтобы спасти Рика от орды ходячих мертвецов, окруживших танк, и направляет его к группе, состоящей из Андреа, Ти-Дога, Мерла Диксона, Жаки и Моралеса, прячущихся в универмаге. Шум, создаваемый Риком и Гленном при побеге от орды, привлекает ходячих к магазину, и группа оказывается в ловушке внутри. Когда ходячие пытаются прорваться через стеклянные двери магазина, Рик решает добраться до грузовика на соседней строительной площадке. Чтобы достичь грузовика, они с Гленном покрывают себя кровью и внутренностями убитого ходячего, что позволяет им успешно пройти среди мертвецов, пока короткий дождь не смывает достаточно запаха крови, и они не начинают привлекать внимание. Они прорываются к строительной площадке, и Рик добирается до грузовика. Гленн на Dodge Challenger, с включённой сигнализацией, отвлекает ходячих от магазина, пока Рик едет на грузовике к грузовым дверям универмага. Вся группа (за исключением Мерла, который остаётся на крыше магазина) спасается из города на грузовике, кроме Гленна, который уезжает на Челленджере. Гленн мчится по шоссе на своём новом Челленджере и направляется обратно к своей группе, а Рик и его новая группа следуют за ним на грузовике. В эпизоде «Расскажи это лягушкам» они встречаются с остальными выжившими в лагере в Атланте, где Гленн помогает распределять припасы и оказывать помощь нуждающимся. Позже он отправляется с Риком, Дэрилом и Ти-Догом на поиски Мерла в городе, чтобы помочь Рику вернуть оружие, оставленное возле танка. В эпизоде «Братки» Гленн оказывается похищенным командой из дома престарелых, выдающей себя за банду, которые пытаются обменять его на оружие. Гленна освобождают, но вскоре его группа узнаёт, что грузовик, на котором они ехали в город, пропал, и у них нет другого выбора, кроме как вернуться в лагерь пешком. Гленн и остальные члены его команды возвращаются в лагерь как раз вовремя, чтобы стать свидетелями вторжения орды ходячих и гибели многих выживших. В эпизоде «Инфекция» после резни он помогает справиться с трупами и настаивает на том, чтобы группа похоронила своих людей, а не сжигала их, как это было с ходячими, которых они убили ранее. В конечном итоге он и остальная группа покидают лагерь и направляются в Центр по контролю и профилактике заболеваний. По пути Джим, выживший, который был укушен во время атаки и боролся с лихорадкой, в конце концов сдаётся и просит оставить его умирать у деревьев, что Гленн пытается оспорить, но группа в конечном итоге соглашается с выбором Джима. В эпизоде «TS-19» они наслаждаются роскошью, которую предлагает Центр. Однако вскоре они снова отправляются в путь после саморазрушения здания Центра.

#### 2 сезон
В премьере сезона «Что ждёт впереди» Гленн продолжает быть ценным активом для группы, помогая ремонтировать фургон и собирать вещи из брошенных машин на шоссе. В эпизоде «Кровопускание» Гленн, Лори, Кэрол, Дэрил и Андреа продолжают искать возле шоссе дочь Кэрол – Софию. В эпизоде «Спасите последнего» Гленн и Ти-Дог прибывают на ферму Хершела Грина, где Карл выздоравливает после огнестрельного ранения. Он заводит дружбу с дочерью Хершела Мэгги, когда она застает его молящимся за Карла. В эпизоде «Роза Чероки» Гленн соглашается выступить в роли живой приманки, чтобы вытащить попавшего в ловушку ходячего из колодца, но все идет плохо, и он чуть не падает в колодец. Позже Гленн и Мэгги решают съездить в город за припасами в аптеке, когда Лори деликатно просит его достать и ей тест на беременность. Когда Мэгги спрашивает его, что он ищет, он пытается оправдаться и случайно хватает коробку с презервативами. Затем Мэгги соблазняет его, и они занимаются сексом. В эпизоде «Чупакабра» Гленн узнает, что Лори беременна, и она умоляет его не говорить Рику. Мэгги говорит Гленну, что их интрижка была разовой, но Гленн пытается убедить её, что их роман должен продолжаться. Позже, за ужином, Мэгги подсовывает Гленну записку под столом с вопросом, где они могут вновь заняться сексом; Гленн пишет ответ и возвращает записку. После окончания трапезы Мэгги вскрывает записку с ответом Гленна, в котором говорится, что он встретит ее в сарае снаружи. Охваченная ужасом Мэгги выбегает на улицу и бежит к сараю, но она не в состоянии помешать Гленну обнаружить, что запертое здание полно ходячих. В эпизоде «Секреты» Мэгги умоляет Гленна не рассказывать остальным о сарае, но вскоре он раскрывает этот секрет и беременность Лори Дейлу. Мэгги чувствует разочарование и предательство со стороны Гленна, когда он не выполняет своего обещания не раскрывать, что ходячие находятся в сарае. Однако вскоре после этого она прощает его, и у них завязываются отношения. В финале середины сезона «Уже почти мёртв» Гленн рассказывает остальной группе о сарае, и Шейн в конце концов взламывает сарай, заставляя Гленна и других выживших убивать всех ходячих, когда они выходят из сарая, включая теперь уже зомбированную Софию.
В середине премьеры сезона «Небраска» Хершел исчезает после инцидента в сарае. Перед тем, как Гленн и Рик отправляются в город на поиски отца Мэгги, Мэгги говорит Гленну, что любит его. Гленн уходит, не сказав того же в ответ. Они находят Хершела в баре и сообщают ему, что его младшая дочь Бет потеряла сознание и нуждается в медицинской помощи. Они пытаются уговорить его вернуться на ферму, но он отказывается. Двое мужчин из другой группы, Дэйв и Тони, находят их. Спор приводит к жестокой конфронтации, и Рик убивает двух мужчин. В эпизоде «Палец на курке» еще больше вооруженных людей из группы Дэйва и Тони отправляются на их поиски, и они вступают в перестрелку с Гленном, Риком и Хершелом. Гленн охвачен смущением и чувством вины после замерзания во время перестрелки с аутсайдерами. Они захватывают одного из нападавших по имени Рэндалл, прежде чем все они возвращаются на ферму. Гленн винит в своем бездействии в городе свою глубокую любовь к Мэгги и, очевидно, расстается с ней, когда они возвращаются на ферму. В эпизоде «Судья, присяжные, палач» Хершел дарит Гленну семейную реликвию, символизирующую его одобрение отношений Гленна с Мэгги. В эпизоде «Лучшие ангелы», когда Рэндалл, по-видимому, сбегает, Рик, Шейн, Дэрил и Гленн отправляются на поиски беглеца; Шейн ведет Рика в одном направлении, в то время как Дэрил и Гленн прочесывают другую часть леса. Гленн и Дэрил находят и убивают Рэндалла, который необъяснимым образом воскрес из мертвых и стал ходячим, несмотря на отсутствие следов укуса. В финале сезона «Возле угасающего огня», когда ферму наводняют ходячие, Гленн играет большую роль в её защите. Во время хаоса он убеждает Мэгги на время покинуть ферму, чтобы избежать дальнейшей опасности. Позже он уверяет её, что её семья в безопасности, и, увидев подходящую возможность, признается ей в любви. В конце концов они воссоединяются с другими выжившими на шоссе. Обнаружив, что Рик держал в секрете тот факт, что все они заражены, Гленн оказывается среди выживших, которые начинают опасаться Рика. Он и Мэгги подумывают покинуть лагерь и отказаться от руководства Рика. Они, однако, отметают подобные мысли после того, как Рик насмехается над группой, предлагая ей уйти самостоятельно.

#### 3 сезон
В премьере сезона «Семя», через шесть-семь месяцев после ухода с фермы, Гленн становится всё более опытным в борьбе с ходячими. У него и Мэгги по-прежнему крепкие отношения. Группа находит тюрьму и решает сделать её своим новым домом. Во время зачистки части тюрьмы Гленна и Мэгги разлучают с Хершелом, а Хершела кусает ходячий, что вынуждает Рика отрезать Хершелу ногу ниже колена, чтобы предотвратить распространение инфекции. В эпизоде «Болезнь» Гленн сопровождает Кэрол во двор тюрьмы, чтобы она могла попрактиковаться в кесаревом сечении при подготовке к родам Лори. В эпизоде «Убийца внутри», когда Эндрю выпускает ходячих на тюремный двор, чтобы напасть на выживших, Гленн помогает убить ходячих и стабилизировать обстановку в тюрьме, но не раньше, чем Ти-Дог и Лори будут убиты. В эпизоде «Всего одно слово» Гленн обнаруживает, что Рик теряет контроль, и умоляет его остановиться, но Рик почти нападает на Гленна. В эпизоде «Преследуемые» во время поездки за припасами Гленн и Мэгги попадают в засаду, их захватывает Мерл и доставляет в Вудбери для допроса. В эпизоде «Когда мертвецы стучат в дверь» Мерл жестоко избивает Гленна, пытаясь выяснить местонахождение их лагеря. Несмотря на это, а также на то, что Гленн вынужден драться с ходячим, будучи привязанным к стулу, и на то, что Губернатор угрожает застрелить Мэгги, он остается несломленным. Но, когда Губернатор угрожает застрелить Гленн, Мэгги рассказывает ему о тюрьме и их группе. В финале середины сезона «Рождённая, чтобы страдать», когда Гленн и Мэгги пытаются сбежать, Губернатор приказывает Мерлу казнить их; они сопротивляются, и группа Мерла побеждена группой Рика. Рик, Гленн и Мэгги перелезают через стену и встречаются с Мишонн.
В середине премьеры сезона «Король самоубийств», в то время как Гленн остается позади, Рик и Мэгги запускают дымовые шашки, убивая нескольких жителей Вудбери и попутно спасая Мерла и Дэрила. Гленн демонстрирует большое разочарование (в какой-то момент избивает ходячего, вытащенного из ближайшей машины), когда узнает, что с ними едет не только Мерл, но и Рик не воспользовался возможностью убить Губернатора (всё ещё веря, что он изнасиловал Мэгги, когда они были в плену). Они возвращаются в тюрьму без Мерла и Дэрила, но отношения Гленна с Мэгги начинают разваливаться, несмотря на её заявления о том, что Губернатор пригрозил отрубить ей руку, если она откажется поклониться ему. У Рика случается срыв во время встречи с группой Тайриза, и Гленн выводит их из комнаты, когда Рик начинает кричать. В эпизоде «Дом», когда Рик теряет контроль над собой, Гленн решает навязать себя в качестве лидера группы, думая об убийстве Губернатора, когда он этого не будет ожидать. Отправляясь на разведку, он пропускает нападение Губернатора на тюрьму, в результате которого погибает Аксель и разрушаются главные ворота безопасности. В эпизоде «Я не Иуда», когда Рик спорит с Хершелом о выходе из тюрьмы, Гленн соглашается с Риком, что они должны остаться и сражаться. В эпизоде «Стрела на дверном косяке» Мерл хочет убить Губернатора во время его встречи с Риком, но Гленн ввязывается в драку с Мерлом, чтобы помешать ему покинуть тюрьму. Гленн начинает понемногу отпускать свой гнев, и его отношения с Мэгги улучшаются. В эпизоде «Эта печальная жизнь» Гленн просит у Хершела разрешения жениться на Мэгги, и Хершел даёт Гленну своё благословение. Затем Гленн просит Мэгги выйти за него замуж, и она соглашается. В финале сезона «Добро пожаловать в гробницы» Губернатор начинает штурм тюрьмы, но группа подготовлена. Гленн и Мэгги сопротивляются, надев снаряжение для спецназа. Позже, когда Рик возвращается с выжившими из Вудбери, Гленн открывает перед ними ворота тюрьмы.

#### 4 сезон
На премьере сезона «30 дней без происшествий» Гленн и Мэгги пугаются беременности и решают отправиться на пробежку вместо нее. Когда он возвращается в тюрьму, Мэгги говорит ему, что она не беременна. В эпизоде «Заражённые» видно, как Гленн кричит о том, что ходячие были в тюремном блоке во время нападения. Позже он встречается с остальными членами тюремного совета по поводу того, что делать с возможной смертельной вирусной вспышкой, и они начинают карантин для больных. В эпизоде «Изоляция» Гленн заболевает и помещается в карантин вместе с другими больными заключёнными. В эпизоде «Интернирование», несмотря на свою болезнь, Гленн и Саша помогают Хершелу лечить других выживших от вируса. Гленн теряет сознание и приходит в себя после того, как Хершел спасает его. Боб возвращается из вылазки с антибиотиками и вводит их Гленну. В финале середины сезона «Слишком мёртвые», когда прибывает Губернатор и нападает на тюрьму, Мэгги спасает Гленна и он разлучается с ней, как только автобус отъезжает.
В середине премьеры сезона «Обитатели», после нападения на тюрьму, Гленн просыпается и обнаруживает себя запертым в тюрьме после отъезда автобуса для побега. Он направляется в свою комнату и находит фотографию Мэгги, которую он сделал. Он берет свое снаряжение для спецназа, штурмовую винтовка и бутылку алкоголя у выжившего и направляется к выходу. По пути он встречает Тару, выжившую в атакующей армии. Она объясняет, что она была причиной этого и ей не нужно жить, поскольку она наблюдала, как умирают её сестра и племянница. Она также рассказывает ему о смерти Хершела, что огорчает Гленна. Гленн убеждает её, что они нужны друг другу, чтобы выбраться живыми. Гленн бросает бутылку в ближайшую машину, чтобы отвлечь прохожих, и они с Тарой убегают. По дороге Тара упоминает, что Губернатор сказал ей, что тюремная группа — плохие люди, и она не поверила ему ни на секунду. Затем она извиняется за все. На них обоих нападают ходячие, и Гленн теряет сознание. Когда Тара убивает последнего зомби, подъезжает военный грузовик, и из него выходят три человека: Абрахам Форд, Розита Эспиноза и Юджин Портер. В эпизоде «Заявленное требование» Абрахам убеждает Тару сопровождать их в их поездке в Вашингтон, округ Колумбия, чтобы Юджин мог надеяться остановить вирус и спасти мир, и они кладут потерявшего сознание Гленна в кузов грузовика. Когда Гленн просыпается, он колотит по заднему стеклу до тех пор, пока Абрахам не останавливается и не вылезает наружу. Гленн настаивает на поисках Мэгги, но когда Абрахам настаивает на том, что Мэгги мертва, двое мужчин ссорятся. Суматоха привлекает ходячих, и когда Юджин пытается застрелить их, он случайно калечит их автомобиль. Гленн воспринимает это как знак того, что он должен найти Мэгги, и Тара решает пойти с ними, затем Розита следует за ними, а Юджин говорит Абрахаму, что они должны идти вместе, пока не найдут новое транспортное средство. В эпизоде «В одиночку» Гленн обнаруживает указатель, ведущий к Терминусу. В эпизоде «Мы» группа начинает видеть знаки от Мэгги о том, что им следует отправиться на Терминус, и когда группа подходит к туннелю, Абрахам не может заставить себя рисковать жизнью Юджина, и они расходятся, оставляя Гленна и Тару проходить туннель в одиночку. Они натыкаются на мертвецов, бродящих по обрушившемуся участку туннеля, и, крадучись вокруг них, Тара падает на обломки и оказывается в ловушке. Гленн отказывается оставить её и начинает отбиваться от ходячих, когда их спасают Мэгги, Саша, Боб, Юджин, Абрахам и Розита. Воссоединившись с Мэгги, они все решают продолжить путь к Терминусу, где встречаются с беженцами. В финале сезона «A» выясняется, что они были заключены в железнодорожном вагоне, когда Рик и его группа также были заключены в том же вагоне.

#### 5 сезон
В премьере сезона «Нет Святилища» Гленн и другие создают самодельное оружие, чтобы отбиться от своих похитителей, но охранники Терминуса вместо этого бросают светошумовую гранату в товарный вагон и вытаскивают оттуда Гленна, Рика, Дэрила и Боба. Их везут на скотобойню и выстраивают в ряд, склонившись над корытом для свиней, рядом с которым жестоко убивают четырех других выживших мужчин, но как раз в тот момент, когда Гленн становится следующим, входит Гарет и расспрашивает одного из охранников о выживших. Взрыв, вызванный Кэрол, отвлекает Гарета и позволяет Рику освободиться от наручников, убить охранников, а затем освободить Гленна, Дэрила и Боба. Вскоре четверо обнаруживают, что жители Терминуса — каннибалы, и Рик приказывает расстреливать всех на месте. Они возвращаются в товарный вагон и освобождают своих друзей, пока те с боем пробиваются к выходу. Пока Гленн пытается воспротивиться плану Рика вернуться, они воссоединяются с Кэрол, Тайризом и Джудит и двигаются дальше. В эпизоде «Чужие» группа слышит крики о помощи. Они идут и помогают мужчине отбиться от группы ходячих. Он представляется как Гавриил. Он забирает выживших обратно в свою церковь, которую они быстро проверяют, безопасна ли она и не является ли ловушкой. Затем решено, что группе нужно будет сходить за припасами. Гленн отправляется с Мэгги и Тарой на оружейный склад, где находит три глушителя в мини-холодильнике. Группа празднует, пока Абрахам произносит тост. В эпизоде «Четыре стены и одна крыша» группа обнаруживает, что Боб был схвачен каннибалами Терминуса и используется в качестве приманки, поскольку был съеден за ногу. Боб показывает, что его укусили, на что Гленн напоминает Рику, что Джим продержался два дня, прежде чем обратиться. Когда Абрахам объявляет, что забирает Юджина и уезжает, чтобы обеспечить его выживание, между ним и Риком вспыхивает спор, когда он настаивает на поездке на автобусе. Гленну удается прекратить спор, пообещав Абрахаму, что если он останется еще на одну ночь, чтобы помочь разобраться с Гаретом и Охотниками, то они с Мэгги уедут с Абрахамом на церковном автобусе следующим утром. Абрахам неохотно соглашается. Гленн прощается с Бобом перед отъездом в Вашингтон с Мэгги, Тарой, Абрахамом, Юджином и Розитой.
В эпизоде «Самопомощь» по пути в Вашингтон автобус попадает в аварию, и выжившие сталкиваются с многочисленными ходячми, включая многотысячное стадо, на которых Абрахам пытается настоять, чтобы они прошли, несмотря на попытки Гленна урезонить его. Юджин рассказывает, что разбил автобус, и признает, что солгал о лекарстве, Гленн ошеломлен этим открытием, а Абрахам реагирует в ярости и жестоко бьет Юджина, а Гленн и Розита пытаются остановить его, пытаясь разбудить Юджина. В эпизоде «Пересечённые» Гленн, Тара и Розита сближаются, когда Мэгги присматривает за Юджином и Абрахамом, поскольку Юджин без сознания после избиения, а Абрахам никак не реагирует. В финале середины сезона «Завершение» группа возвращается в церковь, чтобы обнаружить, что Бет жива и находится в Мемориальном госпитале Грейди в Атланте. Группа отправляется в Атланту, но слишком поздно, так как Бет убита, но вовремя, чтобы увидеть, как обезумевший от горя Дэрил выносит её тело, а Гленн остается утешать разбитую Мэгги.
В середине сезона «Что случилось и что происходит», через две недели после смерти Бет, группа направляется в Ричмонд, штат Виргиния, чтобы найти убежище Ноя, следуя желанию Рика исполнить последнее желание Бет. Однако Гленн сомневается, что святилище Ноя всё ещё там, и его подозрения подтверждаются, когда они находят святилище в руинах, и они с Риком начинают обсуждать логику поисков и судьбу Бет в руках Доун. Рик утверждает, что знал, что Доун не хотела этого делать, но все равно убил бы её, если бы Дэрил этого не сделал, и Гленн отметил, что это ничего бы не изменило, заставляя Мишонн беспокоиться о том, что они обсуждают убийство кого-то, заставляет её хотеть перестать убегать и найти место для жизни. Позже она настаивает на этом, когда они находят порезанные конечности ходячего, и снова настаивает на Вашингтоне, но Гленн сомневается, так как Юджин солгал, но Рик решает рискнуть. Позже Гленн помогает Мишонн отрезать руку Тайризу, когда тот укушен, и пытается оттащить его в безопасное место, ненадолго задерживаясь из-за того, что грузовик открывается и выпускает многочисленные тела ходчяих без рук и ног с вырезанными на лбах буквами «w», но Тайриз умирает от потери крови, и Гленн стоит над его обслуживанием. В эпизоде «Они» Гленн пытается утешить скорбящую Мэгги, все еще расстроенную смертью Бет, после того как она начинает сомневаться, хочет ли она еще жить. Гленн также является единственным членом группы, у которого есть вода во время засухи, и он пытается заставить хотя бы одного члена группы выпить немного, а позже помогает защищать сарай, в котором они остановились, от стада ходячих. «Дистанция», когда Мэгги и Саша приводят незнакомца по имени Аарон, который утверждает, что поблизости есть сообщество хороших людей, и хочет, чтобы они присоединились, Гленн ведет небольшую группу из Мишонн, Мэгги, Абрахама и Розиты, чтобы расследовать его заявление о близлежащих автомобилях. Узнав, что он сказал правду о машинах, группа уезжает ночью, чтобы избежать подозрений, но когда у них снова начинается паранойя по поводу Аарона, они вынуждены проехать сквозь стадо ходячих и сбежать пешком. Однако Гленн снова начинает доверять Аарону, когда они встречают его парня Эрика, подтверждая его предыдущее утверждение, что с ним был только один человек, и умоляет Рика сделать то же самое. Позже, когда дом на колёсах ломается, Гленн показывает разъяренному Абрахаму, где найти другую батарейку, на что тот говорит: «Откуда ты узнал, что они там были?», а Гленн только улыбается, ссылаясь на наставления Дейла. В конце концов группа прибывает в общину Аарона «Безопасная зона Александрия». В эпизоде «Помни» у Гленна и остальных берет интервью Дианна Монро, лидер Александрии, и он признает, что чувство жестокости развилось у него из-за слишком долгого пребывания в этом мире, и что ему нужно заставить это работать, и Дианна предлагает Гленну работу курьера по снабжению. Когда группе дают два дома, чтобы разделить их между собой, они решают спать все вместе в одном доме, чтобы быть осторожными, и на следующий день Гленн, Тара и Ноа сопровождают сына Дианны, Адьена, и его друга Николаса в вылазке, но узнают, что они подвесили ходячих в качестве предупреждения, и пытаются снова прикрепить их, но Гленн убивает их прежде, чем они успевают убить Тару, что приводит Адьена в ярость. Вернувшись в Безопасную зону, Гленн провоцирует Эйдена на драку с ним, пока Рик и Дианна не разнимают их, и Дианна обращается к сообществу с просьбой принять группу и лично благодарит Гленна за то, что он «надрал задницу» Эйдену.
В эпизоде «Забыть» Гленн появляется на вечеринке в доме Дианны, где уверяет Ноя, что теперь он член семьи. В эпизоде «Отбрось» Гленн, Ной, Тара, Юджин, Эйден и Николас отправляются на склад, чтобы собрать запчасти для ремонта солнечной энергетической системы Александрии. Когда они приближаются к складу, они обнаруживают, что передняя часть кишит ходячими, хотя клетка не позволяет им войти. Когда группа входит, они сталкиваются с зомбированным солдатом в бронежилете. Несмотря на просьбы Гленна не стрелять в него, Эйден несколько раз стреляет в ходячего и попадает в одну из его гранат, вызывая взрыв. Тара тяжело ранена, а Эйден, по-видимому, убит. Взрыв также ослабляет клетку, позволяя ходячим проникнуть на склад. Группа отступает, только чтобы обнаружить, что Эйден все еще жив, но пронзен двумя кусками металла. Когда Гленн, Ной и Николас отправляются спасать Эйдена, Юджин выносит Тару со склада. Когда ходячие приближаются, Николас паникует и убегает, вынуждая Гленна и Ноя бросить Эйдена, которого ходячие съедают заживо. Гленн, Ной и Николас укрываются за вращающейся дверью, но оказываются в ловушке ходячих с обеих сторон. Юджин приезжает в фургоне и выманивает ходячих снаружи. Однако Николас прокладывает себе путь наружу, оставляя Гленна и Ноя уязвимыми. Ходячие хватают Ноя и разрывают его на части, на что в ужасе смотрит Гленн . Николас идет к фургону и говорит Юджину, что они должны немедленно уезжать. Когда Юджин отказывается, Николас вытаскивает его из фургона и пытается уехать без него. Прибывает Гленн и вырубает Николаса. Затем Гленн сажает его в фургон, вместо того чтобы оставить позади. В эпизоде «Пытаться» Гленн рассказывает Рику истинную череду событий. Дианна запрещает Гленну и Николасу входить в оружейную и покидать Безопасную зону, пока она проводит расследование. Гленн противостоит Николасу и говорит ему, что такие люди, как он, должны были умереть для ходячих, но ему повезло, что стены Александрии выстояли. Гленн угрожает Николасу, предупреждая его никогда больше не выходить за пределы стен. В финале сезона «Победить» Гленн видит, как Николас перелезает через стену, у него возникают подозрения, и он следует за ним. Выслеживая его, Николас стреляет в Гленна и ранит его. Гленну удается сбежать, и позже он нападает на Николаса, когда тот застигнут врасплох. Завязывается борьба, и Николасу удается сбежать, оставляя Гленна защищаться от ходячих, которых они привлекли. Когда Николас пытается сбежать, Гленн выслеживает его и держит на мушке. Николас умоляет сохранить ему жизнь, и Гленн щадит его.

#### 6 сезон
В премьере сезона «Как в первый раз» Гленн впервые появляется в воспоминаниях. В воспоминаниях Гленн и Николас появляются в лазарете окровавленными и покрытыми синяками после драки в лесу. Розита подлатывает Гленна, и Мэгги спрашивает его, что случилось. Гленн рассказывает ей, что ходячие напали на него и Николаса в лесу, и в Гленна случайно попала пуля, которая срикошетила от дерева и попала ему в плечо. Позже Гленн появляется на встрече Рика, где они обсуждают, как избавиться от стада ходячих в карьере. Гленн говорит Мэгги, что она должна остаться в Александрии и присматривать за Дианной, которая все еще опустошена смертью Эйдена и Реджа. Мэгги говорит Гленну, что это не единственная причина, по которой он хочет, чтобы она осталась, и Гленн признает это. Гленн замечает Николаса и смотрит на него с неодобрением. Николас поднимает руку и говорит, что хочет помочь Рику с планом, поскольку им понадобится любая помощь, которую он сможет получить. После того как Гленн видит это, он также вызывается пойти, вероятно, чтобы понаблюдать за Николасом. Позже появляется Гленн с ним и Николасом, помогающими строить стену, чтобы выманить ходячих. Гленн замечает обнимающихся Мэгги и Тару, которым он улыбается. Позже Гленна и Николаса видят в хозяйственном магазине, который им поручено очистить. Гленн говорит Николасу, что с этого момента он будет внимательно следить за ним. Николас говорит ему, что он просто хочет помочь, на что Гленн отвечает, что тот может. В магазине между Александрией и карьером Гленну, Хиту и Николасу поручено убить группу ходячих, оказавшихся в ловушке внутри, чтобы шум, производимый попавшими в ловушку ходячими, не отвлек приближающееся стадо от курса. Гленн изначально отказывается позволить Николасу помочь, но Николас настаивает, и он спасает Хита от укуса ходячего. Позже в эпизоде «Спасибо» Гленн добровольно устраивает отвлекающий маневр. Идя с Николасом, они убегают от стада в тупиковый переулок, где убивают столько ходячих, сколько могут, но оказываются в ловушке на крыше мусорного контейнера. У Николаса случается приступ паники, он говорит «Спасибо» Гленну и стреляет себе в голову. Его тело падает на Гленна, сбивая его с мусорного контейнера в толпу ходячих. В последний раз его видели лежащим на земле под телом Николаса, когда ходячие начинают его есть. В эпизоде «Сейчас» Мэгги рассказывает, что беременна от Гленна. В эпизоде «Берегись» видно, как Гленн выбирается из-под мусорного контейнера. Затем его находит Инид, которую он уговаривает вернуться с ним в Александрию. У этих двоих завязывается непростая дружба, несмотря на противоположные философии выживания. Двое выпускают воздушные шары за воротами, окруженными ходячими, в знак того, что они живы. В финале середины сезона «С начала до конца» Гленн и Инид наблюдают за Мэгги, когда она убегает от стада, вторгшегося в Александрию, и они начинают разрабатывать план проникновения в город. В эпизоде «Завтра ещё не настало» Гленн совершает свое первое убийство вместе с Хитом и Тарой и принимает активное участие в перестрелке со Спасителями. В конце эпизода он приходит в смятение, узнав, что Мэгги и Кэрол были похищены другой группой Спасителей. Мэгги и Кэрол удается сбежать, и вскоре Гленн и Мэгги воссоединяются. В «Востоке» Гленн покидает Александрию с Розитой и Мишонн, чтобы отправиться за Дэрилом, который хочет отомстить за смерть Дениз, убив Дуайта. Все четверо попадают в плен к Дуайту, который стреляет в Дэрила. В финальном эпизоде сезона «Последний день на Земле» Дуайт выгружает четверых из кузова грузовика, где они обнаруживают, что Рик, Карл, Мэгги, Абрахам, Саша, Юджин и Аарон уже схвачены. Ниган объявляет о своем плане забить одного из них до смерти своей бейсбольной битой по имени Люсиль в качестве наказания за то, что группа убила так много его людей. Сначала он предлагает избавить беременную Мэгги от страданий прямо здесь и сейчас, заставляя Гленна умолять пощадить ее; Дуайт снова ставит его в очередь. Поразмыслив, кого убить, Ниган решает выбрать наугад, сказав «Ини, злыдень, мини, мо». Сезон заканчивается тем, что Ниган забивает неизвестную цель до смерти.

#### 7 сезон
В премьере седьмого сезона «Однажды тебя не станет» выясняется, что Абрахам выбран Ниганом в качестве жертвы; Ниган жестоко избивает его до смерти вместе с Люсиль, на что остальная группа в ужасе смотрит. Когда Дэрил в отместку бьет Нигана по лицу, Ниган бьет Гленна Люсиль. После двух ударов по голове Гленн садится с серьезным повреждением мозга, выбитым глазом и проломленным черепом, и бормочет «Мэгги, я найду тебя», прежде чем Ниган несколькими ударами превращает череп Гленна в кровавое месиво. После того, как Ниган и Спасители уходят, трупы Абрахама и Гленна грузят в грузовик, на котором Мэгги и Саша едут на Верхние Холма. Затем Рик представляет себе идеалистический образ жизни в Александрии, где все, включая Абрахама и Гленна, ужинают вместе. В эпизоде «Клетка» приспешник Нигана, Дуайт, оставляет фотографию изуродованного трупа Гленна в камере Дэрила, где его держат в плену, чтобы помучить его. В эпизоде «Ловкачи» показано, что Гленн и Абрахам похоронены вместе на Верхних Холмах.

### Видеоигра
Появление Гленна в первом эпизоде видеоигры «Ходячие мертвецы» — его первое хронологическое появление во франшизе. Персонажа озвучивает Ник Херман. Ли Эверетт работает с Гленном в эпизоде «Новый день», показывая, что они оба из Мейкона, Джорджия. Гленн вызвался отправиться на поиски выживших, прячущихся в аптеке семьи Ли, но был прижат ходячими в местном мотеле, когда пытался спасти попавшую в ловушку девушку, и игрок должен выйти, чтобы спасти его. Девушка, которая была заражена, в конечном итоге убивает себя, прежде чем Гленн помогает группе Ли сбежать. Гленн решает покинуть группу в конце эпизода и вернуться в Атланту, чтобы найти своих друзей, связанных с его появлением в комиксах и на телевидении.

## Разработка

### Подбор актеров и характеристик
Стивен Ён был объявлен частью основного актерского состава в мае 2010 года вместе с Лори Холден. Бывший шоураннер и исполнительный продюсер Глен Маззара описывает Гленна как «сердце шоу». Он сказал, что «все любят этого персонажа; все болеют за этого персонажа». Он может быть замученным и чувствительным, но он всегда герой. Роберт Киркман описал Гленна как человека, «играющего важную роль в том, чтобы [сериал] не превратился в безжалостную депрессию, которой он определенно может стать». Всё оптимистичное или поднимающее настроение обычно исходит от этого персонажа. Я также думаю, что отношения Гленна и Мэгги — одно из самых ярких проявлений надежды, которые вы получаете от этой истории.
Глен Маззара подтвердил, что фамилия Гленна — Ри. Фамилия Гленна также указана на его странице на официальном сайте AMC «Ходячие мертвецы». Это никогда не упоминалось на экране в сериале до 7 сезона, 5 серии «Ловкачи», когда Мэгги говорит Грегори: «Меня зовут Мэгги, Мэгги Ри».

### Отзывы критиков
Изображение Гленна Ёном получило высокую оценку, особенно за разрушение экранных стереотипов, связанных с американцами азиатского происхождения, и глубину отношений персонажа с Мэгги. В мае 2011 года он получил номинацию на премию «Сатурн» за лучшую мужскую роль второго плана на телевидении.
Эпизод «Роза Чероки» знаменует первую сексуальную встречу Гленна и Мэгги. Критики высоко оценили развитие отношений между Мэгги и Гленном. Эндрю Конрад из The Baltimore Sun заявил, что сюжетная линия олицетворяет «пылкий роман», в то время как Аарон Руткофф из The Wall Street Journal назвал это «самым забавным моментом сериала». Голдман высказал мнение, что их сексуальная встреча была искренней; «Он хороший парень, она кажется классной девушкой, и это было искренне, когда она отметила, что тоже чувствует себя очень одинокой и готова к общению». Ник Венейбл из Cinema Blend считает, что взаимодействие между ними было искренним. Мэгги и Гленн были кульминацией этого эпизода: «Я рад, что сценаристы представили этот сюжет комикса, поскольку этому шоу серьезно нужна пара без шкафов, полных скелетов. Когда Гленн случайно схватил коробку с презервативами, чтобы показать Мэгги, я от души рассмеялась. Последующий разговор также вызвал у меня улыбку, что заставляет меня задуматься, почему юмору уделяется наименьшее внимание в шоу». Джексон был удивлен этой сценой и назвал ее «неожиданной». Сотрудники Polygon назвали его одним из «69 самых сильных крашей за последнее десятилетие» и описали его как «застенчивого милашку до горячего папаши».
В комиксах и телесериале Гленна убивает Ниган, который использует свою печально известную колючую биту «Люсиль», чтобы размозжить ему голову до полусмерти, в то время как его жена и друзья в ужасе и беспомощности наблюдают за тем, как его захватывают Спасители. Есть разница в том, как происходит его смерть: в комиксах, после того как Гленна поставили на колени, выяснилось, что он был жертвой, выбранной прямо на смерть. Однако Абрахама Форда постигла такая участь на телевидении в эпизоде «Однажды тебя не станет». Гленн все равно был убит в том же эпизоде, и его кончина стала результатом неподчинения Дэрила Диксона правилам Нигана. Эти смерти привели к серьезным дебатам относительно направления шоу. Некоторые зрители и критики сочли эти смерти слишком жестокими, некоторые из них заявили, что шоу зашло слишком далеко или что они перестанут его смотреть; другие сочли, что смерть Гленна была необходима, потому что она отражает версию комиксов и что обе смерти показывают, насколько жестоким может быть Ниган.
Ноэль Мюррей из Rolling Stone поставил Гленна Ри на 6-е место в списке 30 лучших персонажей «Ходячих мертвецов», сказав: «До своего убийства вечно оптимистичный бывший курьер был в сериале столько же, сколько Рик, и хотя казалось, что он уже несколько раз был мертв, наш Гленн каким-то образом каждый раз упорствовал... кроме последнего раза. Его окончательная судьба, похоже, знаменует поворотный момент в сюжете, сигнализируя о конце стойкости выжившего и начале отчаяния. Для многих персонаж Стивена Ёна был сердцем и душой шоу. R.I.P».
После смерти Гленна Ри на премьере 7 сезона The Batesville Daily Guard, небольшая газета в Бейтсвилле, Арканзас, опубликовала в его честь «биографический очерк», написанный Фрэнком Воном, независимым автором газеты. Статья стала вирусной в Facebook и X (ранее Twitter), в результате чего её освещали такие СМИ, как журнал Time, Us Weekly, Fox News Channel, Associated Press, Daily Mail UK и многие другие. Газета получала запросы со всего мира на оригинальные отпечатки статей, в которых она появлялась, а The Batesville Daily Guard (вместе с Воном) были удостоены премии редакторов СМИ Associated Press за нетрадиционные новости.